# Acadèmia de Música i Dansa de Jerusalem
L'Acadèmia de Música i Dansa de Jerusalem (en hebreu: האקדמיה למוסיקה ולמחול בירושלים) és una escola de música, dansa, i arts escèniques que es troba en la ciutat de Jerusalem, la capital d'Israel. L'Acadèmia està situada en el campus de Givat Ram, de la Universitat Hebrea de Jerusalem. El Conservatori de música de Jerusalem va ser fundat en Agost de 1933 pel violinista Emil Hauser, que va exercir com el seu primer director. La seva esposa, Elena Kagan, una pionera de la medicina pediàtrica abans de la creació de l'Estat sionista d'Israel, va ser secretària honorària entre 1938-1946.